# Toppengallerian

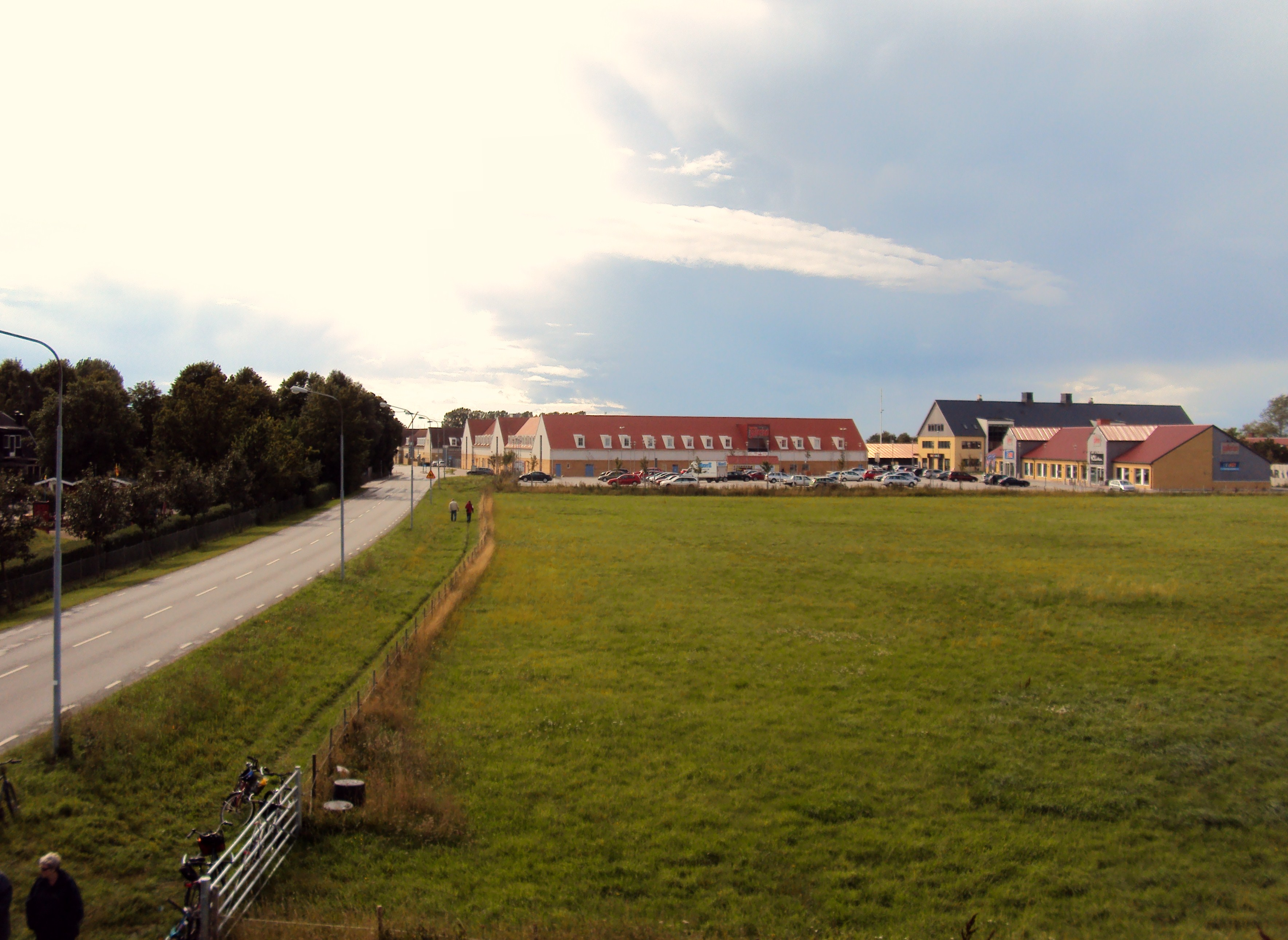
Toppengallerian på avstånd.

Toppengallerian är ett köpcentrum i Höllviken i Vellinge kommun. Det invigdes i oktober år 2005, och är det enda köpcentrumet i kommunen. I centrumet finns bland annat butikerna Apoteket, Lindex, MQ, Team Sportia, Blomster-Toppen, Burger King, Elgiganten Phone House och ICA Toppen.